# Participatie-inkomen
Het participatie-inkomen is een alternatieve vorm van basisinkomen.

## Motivering
Het participatie-inkomen is een idee van Anthony B. Atkinson uit 1996. Twee argumenten tegen het basisinkomen houden volgens Atkinson steek. Het basisinkomen wordt gezien als een alternatief voor de sociale zekerheid en dat leidt tot meer afhankelijkheid van de overheid in plaats van minder. Het tweede tegenargument is dat er onvoldoende draagvlak is bij de bevolking omdat het (a) zonder voorwaarden en (b) aan iedereen wordt toegekend.
Het participatie-inkomen kan een aantal actuele problemen oplossen :
- Mensen die werkloos worden onmiddellijk de mogelijkheid geven om zinvol bij te dragen aan de samenleving.
- De stijgende vraag naar zorg makkelijker invullen. Vooral omdat de zorg arbeidsintensief is en de productiviteit ervan moeilijk te verhogen valt.
- Het makkelijker maken om zich om te scholen. Weinig mensen oefenen nog hun hele carrière dezelfde job uit. De samenleving verandert snel.
- Gepensioneerden de mogelijkheid geven bij te klussen.
- Zelfstandigen een veiligere basis geven.

## Praktische uitvoering
Het participatie-inkomen is een inkomen dat men krijgt van de overheid voor zijn of haar inzet in de samenleving. Er zijn voorwaarden aan verbonden. Niet iedereen komt in aanmerking. Het vervangt de sociale zekerheid niet. Het kan onder andere gefinancierd worden uit het verminderen of vervangen van sommige sociale vervangingsinkomens, uitkeringen of toelagen. Het is niet inkomensgerelateerd omdat uit onderzoek blijkt dat niet inkomensgerelateerde premies sneller worden aangevraagd dan inkomensgerelateerde.

### Nederland
Volgens Raymond Gradus & Govert Buijs vormen het maximum van de arbeidskorting, de algemene heffingskorting en de zelfstandigenaftrek al een goede basis  voor het participatie-inkomen.

### België
In België kunnen gepensioneerden, zelfstandigen en werknemers sinds 1 januari 2018 500 euro onbelast bij verdienen als vrijwilliger, als burger naar burger of in de deeleconomie. Er is een lijst van toegestane vrijwilligerswerk. Het is in de vorm van een belastingvrijstelling. Het doet niets aan de werkloosheidsval, maakt het werknemers niet makkelijker om zich om te scholen, verhelpt weinig of geen problemen in de zorg en de zelfstandigen zien het al helemaal niet zitten. Unizo en de Boerenbond trokken naar het Grondwettelijk Hof.
In april 2020 vernietigde het Grondwettelijk Hof de regeling omdat ze discriminerend zou zijn. Wie als werknemer of zelfstandige dezelfde activiteiten uitoefende, moest namelijk wel belastingen betalen. Het Hof handhaafde de gevolgen van de ongrondwettig verklaarde regeling wel nog tot 31 december 2020.

## Kritiek
- Er kan een grote administratie ontstaan om de informatie over de participatie van de burger te verwerken en te controleren.[8]
- De toepassingen en mogelijkheden zijn zo talrijk dat overheden onbedoeld onrechtvaardigheden kunnen veroorzaken of onverhoeds de kosten kunnen zien oplopen.[9]
- Er kunnen nutteloze participatieprojecten worden opgezet.[9]